# Каббагаутдон
Каббагаутдон (осет. Хъабагъуаты дон) — река в России, протекает в Алагирском и Дигорском районах республики Северная Осетия-Алания. Длина реки составляет 13 км. Площадь водосборного бассейна — 22,2 км².
Начинается из родника к юго-востоку от горы Мастирджи в буковом лесу. Течёт по нему в северном направлении, в низовьях пересекает сады. Устье реки находится в 10,6 км по левому берегу реки Цраудон.
Основной приток — река Змисджиндон — впадает справа вблизи устья.

## Данные водного реестра
По данным государственного водного реестра России относится к Западно-Каспийскому бассейновому округу, водохозяйственный участок реки — Терек от впадения реки Урсдон до впадения реки Урух. Речной бассейн реки — Реки бассейна Каспийского моря междуречья Терека и Волги.
Код объекта в государственном водном реестре — 07020000312108200003724.